# Sträcka
En sträcka, ett linjesegment eller ett linjestycke är inom matematiken en del av en rät linje, som avgränsas av två punkter (kallade ändpunkter) på densamma. En sträcka är en konvex delmängd av en rät linje.